# Catch Me Outside
«Catch Me Outside» — песня американского рэпера Ski Mask the Slump God, выпущенная 13 июня 2017 года как третий сингл со второго микстейпа YouWillRegret. Продюсером выступил Timbaland, трек сэмплирует «She's a Bitch» Мисси Эллиотт.

## Описание
«Catch Me Outside» представляет собой фристайл Ski Mask the Slump God поверх инструментальной части «She's a Bitch», при этом рэпер «заполняет каждый уголок и щель своими сложенными рифмами» и делает отсылки на поп-культуру. Митч Финдли из HotNewHipHop описал эту песню как демонстрацию более игривой стороны Ski Mask the Slump God.

## Музыкальное видео
Официальное музыкальное видео, снятое Коулом Беннеттом, было выпущено 27 июля 2017 года. В нём Ski Mask the Slump God гуляет по Таймс-сквер и пьет лин. На протяжении всего видео присутствует психоделическая анимация, представляющая галлюцинации рэпера. В видео появляется кукла, напоминающая Чаки из франшизы «Детские игры», она сидит в центре Таймс-сквер и путешествует со Ski Mask the Slump God.

## Отзывы
Мисси Эллиотт, автор сэмплируемой песни, положительно отозвалась о песне.

## Сертификации
| Регион                                                                      | Сертификация | Продажи   |
| --------------------------------------------------------------------------- | ------------ | --------- |
| США (RIAA)                                                                  | Платиновый   | 1 000 000 |
| Данные о продажах + прослушиваниях приведены только на основе сертификации. |              |           |